# Ressort (Suriname)

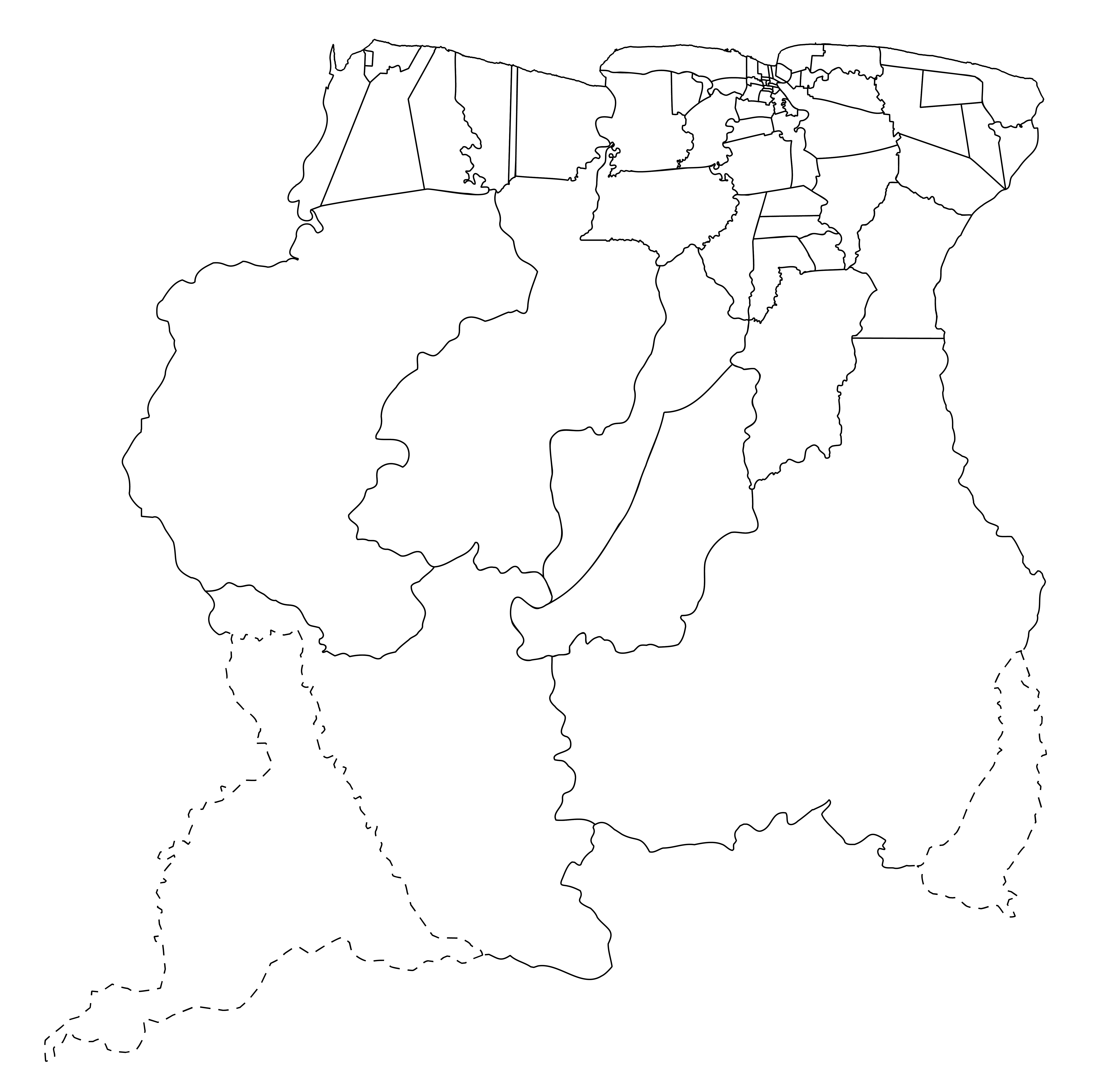
Die 63 Ressorts von Suriname

Als Ressort (Gebiet) werden in Suriname Verwaltungseinheiten bezeichnet, in die ein Distrikt unterteilt ist. Die 10 Distrikte von Suriname sind in insgesamt 63 Ressorts gegliedert.
Innerhalb des Hauptstadtdistriktes Paramaribo bestehen die Ressorts vor allem aus Stadtteilen, in den anderen Distrikten aus einer größeren zusammenhängenden Fläche, aus Dörfern, Ortschaften und alten Plantagen. Durchschnittlich ist ein Ressort rund 2600 km² groß und hat circa 8000 Einwohner. Obwohl alle Ressorts in Paramaribo von ihrer Fläche her klein sind, ist die Anzahl der Einwohner per Ressort hier im Allgemeinen wesentlich höher als im dünn besiedelten Binnenland.
Die Regionale Verwaltung wird im Grundgesetz von Suriname ab Artikel 159 geregelt. Hiernach ist der Ressortrat formell das höchste Organ eines Ressorts. Die Ratsmitglieder werden wie die Mitglieder des Distriktsrates und die Abgeordneten der Nationalversammlung von Suriname (De Nationale Assemblée) für einen Zeitraum von fünf Jahren gewählt.

## Die 63 Ressorts nach Distrikten
|  | - Brownsweg - Brokopondo - Klaaskreek - Kwakoegron - Maréchalskreek - Sarakreek                                                          |  |  | - Alkmaar - Bakkie - Johan & Margaretha - Meerzorg - Nieuw-Amsterdam - Tamanredjo         |
|  | - Johanna Maria - Totness - Welgelegen                                                                                                   |  |  | - Albina - Galibi - Moengo - Moengo Tapoe - Patamacca - Wan Hatti                         |
|  | - Henar - Nieuw-Nickerie - Oostelijke polders - Wageningen - Westelijke polders                                                          |  |  | - Para-Noord - Para-Oost - Para-Zuid - Bigi Poika - Carolina                              |
|  | - Beekhuizen - Blauwgrond - Centrum - Flora - Latour - Livorno - Munder - Pontbuiten - Rainville - Tammenga - Weg naar Zee - Welgelegen  |  |  | - Calcutta - Groningen - Jarikaba - Kampong Baroe - Tijgerkreek - Wayamboweg              |
|  | - Boven-Coppename - Boven-Saramacca - Boven-Suriname - Coeroenie - Kabalebo - Tapanahoni - Paramacca (ausgegliedert aus Tapanahoni 2012) |  |  | - De Nieuwe Grond - Domburg - Houttuin - Koewarasan - Kwatta - Lelydorp - Saramaccapolder |